# Baba Yara
Baba Yara (pravým jménem Osman Seidu Maada, 12. října 1936, Kumasi, Ghana – 5. května 1969, Accra, Ghana) byl ghanský fotbalový útočník a reprezentant, vynikající křídelní hráč. Hrál za Asante Kotoko (1955–1961) a Real Republicans (1961–1963). V letech 1955–1963 nastupoval za ghanskou fotbalovou reprezentaci, ve 49 zápasech nastřílel 51 gólů.
4. března 1963 byl účastníkem dopravní nehody v Kpeve v regionu Volta, když se vracel autobusem s týmem Real Republicans z ligového zápasu proti Volta Heroes. Nehoda ho poslala do konce života na kolečkové křeslo. Zemřel 5. května 1969.
Je po něm pojmenován stadion Baba Yara Stadium ve městě Kumasi.